# Şahan Arzruni
Şahan Arzruni (en armenio:Շահան Արծրունի ; nacido el 8 de junio de 1943) es un pianista clásico, etnomusicólogo, conferencista, compositor, escritor y productor armenio radicado en Nueva York. 

## Primeros años y educación
Arzruni (también transliterado como Artsruni ), cuyo apellido pertenece a una antigua nobleza armenia , nació en Estambul , Turquía. Su padre es Stepan Jirayr Arzruni y su madre Maryam Kalpak. La compositora Sirvart Kalpakyan Karamanuk es su tía materna, quien animó a Arzruni a tocar el piano a la edad de cuatro años; apareció públicamente a la edad de cinco años.  Recibió su educación general en los Liceos Armenios Esayan  y Getronagan  , y se graduó en el Conservatorio municipal de Estambul (ahora Conservatorio Estatal de la Universidad de Estambul ),  donde estudió piano con Ferdi Statzer y armonía con Raşit Abed.
En 1964 se trasladó a la ciudad de Nueva York para continuar sus estudios en la Juilliard School of Music gracias a una beca de la Fundación Calouste Gulbenkian . Allí, sus principales profesores fueron Sascha Gorodnitzki en piano, Felix Galimir en música de cámara, Joseph Bloch en literatura pianística y Hall Overton en composición. Arzruni se graduó en la Juilliard, donde obtuvo su licenciatura en Ciencias en 1967 y su maestría en Ciencias en 1968.  Arzruni también realizó estudios de doctorado en la Universidad de Nueva York .

## Carrera
Motivado por la conciencia étnica en los Estados Unidos, Arzruni investiga continuamente las raíces musicales de su herencia armenia.  Investiga la música tradicional armenia y ha grabado una antología de tres discos de música armenia para piano, así como coproducido un conjunto de ocho discos de música armenia instrumental y vocal. También presentó ponencias y organizó simposios para instituciones como la Universidad de Harvard , la Universidad de Columbia y la Universidad de Míchigan en Ann Arbor . Şahan Arzruni es autor de libros y colaborador de artículos para revistas académicas; también ha escrito para varias ediciones de The New Grove Dictionary y el Dictionary of the Middle Ages .
Artista de Steinway , fue invitado a tocar un piano Steinway de 1869 en el Museo Metropolitano de Arte para la inauguración de las celebraciones del centenario de la colección de instrumentos históricos del Museo.  En 2001, el Sr. Arzruni dictó una conferencia sobre cantos litúrgicos armenios por invitación de la Biblioteca del Congreso de los Estados Unidos , en Washington D. C. 
Şahan Arzruni ha actuado con Victor Borge , interpretando el papel de hombre serio en los conciertos de Borge desde finales de la década de 1960, y apareció con Borge en el Royal Variety Show Command Performance de 1980, donde la pareja interpretó el arreglo cómico clásico de Borge para piano a dúo de la Segunda Rapsodia Húngara de Liszt . 
Arzruni apareció en programas de televisión y radio, incluyendo The Tonight Show Starring Johnny Carson , The Mike Douglas Show y varios especiales de PBS y ha grabado para cadenas de radio europeas, incluyendo la BBC. Arzruní ha dado conciertos en la Casa Blanca , así como en las cortes británica, danesa, sueca e islandesa. En 2008, fue galardonado con la "Catedrática Honoraria" del Conservatorio Estatal Komitas de Ereván en Armenia. En 2015, Şahan Arzruni fue galardonado con la medalla presidencial Movses Khorenatsi , el premio cultural más importante de la República de Armenia. 
En 2017, 2019 y nuevamente en 2022 y 2024, Arzruni visitó varias provincias de Armenia, así como la República de Artsaj , donde entrenó a jóvenes músicos y actuó en recitales. Durante su viaje, hizo escala en antiguos y remotos monasterios, donde exploró y fotografió los lugares. Esta documentación sirvió como base para una serie de artículos en Paros Monthly, publicados en Estambul.
Durante la pandemia de Covid-19, Şahan Arzruni organizó una serie de miniconciertos en línea, "Juntos por Armenia", para ayudar económicamente al país.  
Arzruni graba para New World Records,  Composers Recordings, Musical Heritage Society, Hearts of Space, Philips, Varèse Sarabande, Good Music,  Positively Armenian, Kalan Müzik y AGBU .

## Premios, subvenciones y honores
- Subvención para la grabación de la Unión General de Beneficencia de Armenia, 2020
- Beca de grabación de la Fundación Calouste Gulbenkian, 2019
- Premio Caballeros de Vartan, 2018
- Medalla Movses Khorenatsi, 2015
- Beca de grabación Bedros y Leda Şirinoğlu, 2013
- Beca de grabación Dikran y Nadya Gülmezgil, 2010
- Cátedra honoraria, Conservatorio Estatal Komitas de Ereván, 2008
- Medalla Harutyun Amira Bezdjian, Hospital Armenio Surp Pırgiç, 2008
- Caballero del arte armenio, 2005
- Premio Boyan, 2004
- Fondo de compositores: The New York Community Trust, 2001
- Beca del Programa de Residencia del Consejo Cultural Asiático, 1999
- Beca de viaje Louise M. Simone, 1998, 1997, 1995, 1994
- Orden de San Sahak y San Mesrop, 1996
- Beca de publicación del Fondo Dolores Zohrab Liebmann, 1996
- Artista Steinway, 1994
- Medalla del Renacimiento, 1993
- Beca de viaje Alex Manoogian, 1990, 1986, 1981, 1979.
- Beca Juilliard, 1968, 1967, 1966, 1965, 1964.
- Subvención directa de la Unión General de Beneficencia de Armenia, 1966, 1965.
- Beca de la Fundación Calouste Gulbenkian, 1965, 1964

## Discografía

### Ejecutante
- Por mujeres: obras para piano de compositoras armenias (2024, UGAB )
- Alan Hovhaness : Composiciones para piano seleccionadas (2019, Kalan ) [5] [6]
- Homenaje: Obras para piano de compositores armenios primitivos (2014, Kalan ) [7]
- Komitas : Obras completas para piano (2011, Kalan )
- Edvard Mirzoyan : Poema, álbum para mi nieta (2004, Museo de Literatura y Artes de Charents, Ereván, Armenia)
- Recuerdos de la infancia (2001, Nuevos récords mundiales )
- Chopin de medianoche (1995, Buena música)
- Alan Hovhaness : Paisajes visionarios (1991, Corazones del espacio ) [8]
- Louise Talma : Tres bagatelas, variaciones caleidoscópicas (1987, CRI )
- Antología de música armenia para piano / 3 LP (1979, Musical Heritage Society )
- Jerome Moross : Sonata para dúo de piano y cuerdas (1979, Varèse Sarabande Records )
- Joseph Haydn : Sonatas completas para piano y violín (1977, Musical Heritage Society )
- Toccatas (1974, Sociedad de Patrimonio Musical )
- Béla Bartók : Para niños (1974, Sociedad del Patrimonio Musical )
- Dmitri Kabalevsky : Piezas para niños (1973, Musical Heritage Society )
- Aram Khachaturian : Álbum infantil I y II (1972, Musical Heritage Society )

- Compositores armenios en Asia Menor (2008, Kalan )
- Sirvart Kalpakyan Karamanuk : Memorias de amor / 2 CD (2005, Museo de Literatura y Artes de Charents )
- Sirvart Kalpakyan Karamanuk : canciones infantiles (2003, Museo de Literatura y Artes de Charents )
- Sirvart Kalpakyan Karamanuk : Música coral (2001, Albany Records )
- Makar Yekmalian : Divina Liturgia (2002, diócesis de la Iglesia Armenia de América [Oriental])
- Nikol Galanderian: Canciones infantiles (2001, Fondo de Ayuda a Armenia )
- Koharik Gazarossian : un álbum conmemorativo (1997, privado)
- Un estudio de la música armenia / 8 LP – Coproductor (1987, Positively Armenian)
- Komitas : Un álbum del centenario / 2 LP - Director artístico (1970, Comité del centenario de Komitas)

## Escritos
- Քրիստափոր Կարա-Մուրզայի կեանքը կը վերածուի լաւ պատմուած զրոյցի [La vida de Kristapor Kara-Murza se convierte en una historia eficaz]. Estambul: Jamanak, 14 de junio de 2014, p. 3 (armenio).